# Argyreia bella
Argyreia bella är en vindeväxtart som först beskrevs av Charles Baron Clarke, och fick sitt nu gällande namn av Raiz. Argyreia bella ingår i släktet Argyreia och familjen vindeväxter. Inga underarter finns listade i Catalogue of Life.